# Le Concert champêtre (Corot)
Pour les articles homonymes, voir Le Concert champêtre.
Le Concert champêtre est un tableau peint par Camille Corot en 1857 et actuellement conservé au musée Condé à Chantilly.

## Historique
En 1844, Corot expose au salon de 1844 un tableau intitulé Paysage avec figures (ou Le Concert). Il reprend cette œuvre douze années plus tard et la transforme : l'horizon est abaissé, la prairie ensoleillée est remplacée par un étang, il supprime un berger adossé à un arbre et modifie toutes les figures. Il l'expose au salon de 1857 sous son nouveau titre. Le tableau est présenté en vente en 1858 mais aussitôt retiré. Le tableau est de nouveau exposé en 1872 sans l'accord du peintre. Celui-ci procède à de nouvelles retouches, semble-t-il, sur les feuillages. Il est acquis par le peintre Jules Dupré avant 1875 par échange de tableaux avec un marchand. À la vente posthume de la collection de Dupré, en 1890, le tableau est acquis par le duc d'Aumale, représenté par Léon Bonnat, pour 40 000 francs. Il s'agit d'un des derniers achats du duc alors qu'il a déjà fait don de sa collection à l'Institut de France. Le tableau est depuis présenté dans la grande galerie de peinture du château de Chantilly.

## Inspirations
Corot est nourri des traités de peinture classique et de sa formation auprès d'un des premiers peintres de paysage, Achille-Etna Michallon. Il parfait son art par des voyages en Italie et en Suisse. Il travaille systématiquement par le biais d'études réalisées sur le motif qui sont reprises ensuite en atelier. Sa nouvelle manière de peindre l'horizon, qu'il modifie dans ce tableau lui vient peut-être de son séjour en Angleterre en 1852 au cours duquel il visite la galerie du duc de Westminster, qui le résout à abaisser tous les horizons de ses tableaux. Le lac rappelle le lac de Nemi près de Rome où il a séjourné en 1843, ou peut-être les étangs de Mortefontaine, le sujet du fond du tableau se rapprochant du tableau Souvenir de Mortefontaine (1864), accroché au musée du Louvre.